# Сюверня (деревня)
Сюверня — деревня Вишнёвского сельсовета Тамалинского района Пензенской области. На 1 января 2004 года — 41 хозяйство, 102 жителя.

## География
Деревня расположена на правом берегу реки Сюверня, притоке реки Ворона, в 16 км к северо-востоку от районного центра пгт. Тамала, расстояние до административного центра сельсовета села Вишнёвое — 6 км.

## Происхождение названия
Деревня названа по имени реки, на правом берегу которой расположена. Река Сюверня является левым притоком Вороны. Река степная. Длина реки Сюверня 58 км.
Гидроним «Сюверня (Северенья, Севернья, Суверенья, Сювярьга)» — с мордовского «сюво», «сювома» — «заострение» и «сювордамс» — «зажать, стиснуть»  + «эрьке», «эрня» — «озеро, озёрко»: «узкое озёрко» — известно с 1691 года как место мордовских бортных ухожаев.

## История
По исследованиям историка — краеведа Полубоярова М. С., в середине XVIII века на землях капитана Ивана Львовича Нарышкина крестьянином Василием Муравлевым из села Нарышкино (ныне часть посёлка Беково Пензенской области) была основана деревня Суверня, Васильевка, Муравли тож. Деревня располагалась на правом берегу реки Сюверня. В 1780 году — в Сердобском уезде Саратовской губернии. В начале XIX века принадлежало графине Елизавете Кирилловне Апраксиной, перед отменой крепостного права — графу Г. А. Кушелеву-Безбородко. С 1877 года — в Голяевской волости Сердобского уезда. В деревне имелись ветряные и водяные мельницы, земское одноклассное училище. С 1939 года — в Пензенской области. В 1955 году входила в Вишнёвский сельсовет, затем до 2010 года — в Большесергеевский сельский совет Тамалинского района. В 2010 году Большесергеевский сельсовет был упразднён, его территория вошла в состав Вишнёвского сельского совета.

## Численность населения
| год                | 1795 | 1811      | 1859 | 1877 | 1897 | 1911 | 1939 | 1959 | 1979 | 1989 | 1996 | 2004 |
| ------------------ | ---- | --------- | ---- | ---- | ---- | ---- | ---- | ---- | ---- | ---- | ---- | ---- |
| количество жителей | 188  | около 400 | 738  | 801  | 784  | 949  | 311  | 256  | 168  | 141  | 111  | 102  |

## Улицы
- Ольшанская;
- Солнечная.